# خوليو دي أوركويهو إي إيبارا
خوليو دي أوركويهو إي إيبارا، كونت أوركويهو (1871 – 1950)، والذي اتخذ لنفسه في لغة الباسك اسم خوليو أوركيكسوكوا، عالم لسانيات في الباسكية، وناشط ثقافي، وسياسي إسباني كارلي. وعمل نائبًا برلمانيًا عن الكارلية التقليدية، إذ خدم مرتين في البرلمان الإسباني خلال الفترات 1903 – 1905، و1931 – 1933، رغم أنه بلغ ذروة نشاطه السياسي في أواخر حقبة عودة البوربون إلى إسبانيا. وباعتباره عالمًا، فقد مثّل القوة الدافعة وراء تأسيس العديد من المؤسسات المتخصصة بالباسكية، لا سيما المجلة الدولية للدراسات الباسكية (1907) وجمعية الدراسات الباسكية (1908). تخصص إيبارا في علم الأمثال والببليوغرافيا الباسكية. عارض حركة توحيد اللهجات الباسكية التي قادتها شخصيات أكاديمية، وفضّل الانتظار حتى ظهور لغة باسكية معيارية بشكل تلقائي.

## العائلة وفترة الشباب
ولد خوليو غابرييل أوسبين دي أوركويهو إي إيبارا، غويكويشيا، إي أرامباري لعائلة ثرية وبارزة تعود أصولها لمنطقة أيالا. لسنوات عديدة شغل جدّ خوليو، سيرابيو أوسبين أوركويهو إي ثاباليغوي، شغل منصب سكرتير مجلس مدينة بلباو؛ وكان والد خوليو، نيكاسيو أدولفو أوسبين أوركويهو غويكويشيا (1839 – 1875)، عميد كلية الحقوق المحلية، ومسؤول مجلس البلدية، وعمل لمدة قصيرة نائبًا في البرلمان الإسباني. في العام 1865 تزوج والده من ماريا ديل روزاريو دي إيبارا إي أرامباري (1846 – 1875)، وريثة الأسرة التي كانت جزءًا من الأوليغاركية الصناعية الباسكية؛ فقد هيمنت على 40% من تعدين خام الحديد في مقاطعة بسكاية. وكان والدها وجد خوليو لأمه واحدًا من الزعماء السياسيين المحليين. وشغل منصب رئيس المجلس الإقليمي لمقاطعة بسكاية. وشغل عددًا من المناصب الرسمية الأخرى، بالإضافة إلى رئاسته العديد من الهيئات والشركات التجارية.
في العام 1869 انتقل أدولفو وروزاريو إلى ديوستو، إحدى ضواحي بلباو في ذلك الوقت. استقرا في مسكن لا كافا، الذي انتهى من بنائه قبل وقت قصير والد روزاريو. أنجب الزوجان 5 أطفال، ابنتين و3 أبناء. خلال الحرب الكارلية الثالثة، غادرت العائلة ديوستو واستقرت في شنت أندر، حيث فقد خوليو والدته في طفولته المبكرة. وبعد ذلك، اضطلعت أختها رافاييلا إبارا بمسؤولية الاعتناء بالتعليم المبكر لأبناء أختها. بعد قضائهم فترة وجيزة في لا ريبيرا، في العام 1878 عادت الأسرة إلى بيت لا كافا، بعد إصلاحه من أضرار الحرب. في العام 1891 انتقل أدولفو أوركويهو وعائلته إلى بلباو. بقي بيت لا كافا ضمن أملاك رافاييلا وعائلتها.
تلقى خوليو تعليمه الثانوي في معهد بلباو. بعد نيله شهادة الثانوية العامة في العام 1887، التحق خوليو في نفس العام بقسم الحقوق في كلية اليسوعيين في ديوستو، التي أُنشئت بفضل المساعدات المالية والتنظيمية الهائلة التي قدمتها عائلة إيبارا. توج أوركويهو مسيرته الجامعية بتخرجه في القانون الكنسي والمدني في جامعة سلامنكا في العام 1892. نظرًا لحصوله على ثروة كافية من الورث، فلم يُزاول مهنة المحاماة مباشرةً. في العام 1894 تزوج أوركويهو من فينسنتا أولاثابال إي ألفاريز دي يولاتي؛ والتي كان والدها، تيرسو دي أولاثابال، زعيم التيار الكارلي في مقاطعة غيبوثكوا وأحد زعماء حزب الوطني. استقر الزوجان في العزبة المقتطعة من أراضي أولاثابال في سان جان دو لوز، في محافظة لابورد الفرنسية على بعد 8 كيلومترات فحسب من الحدود الإسبانية. لم يُنجب خوليو وفيسينتا أبناءً.
اشتُهر العديد من أقارب أوركويهو في ميدان السياسة. كان شقيقه الأكبر أدولفو سياسيًا ألفونسيًا، ونائبًا، ورئيس مجلس مقاطعة بسكاية، وناشرًا ومتخصصًا في الثقافة الباسكية؛ وأصبح شقيق خوليو الأصغر، خوسيه، سياسيًا محافظًا، ونائبًا، وناشرًا لجريدة غاسيتا ديل نورتيه ورجل أعمال. عمل أبناء أخ خوليو رؤساء بلديات في بلباو في أوائل وأواخر ثلاثينيات القرن العشرين؛ وأصبح أحدهم سائق سيارات سباق رالي. أسست رافاييلا عمة خوليو جماعة الملائكة الحراس المقدسين؛ وفي العام 1984 طوبتها الكنيسة الكاثوليكية الرومانية، وما تزال عملية تقديسها مستمرة. أُعدم ستة من أفراد عائلة خوليو، بما في ذلك شقيقه خوسيه، على يد الجمهوريين خلال الأشهر الأولى من الحرب الأهلية.

## الكارلية: سنواته المبكرة
على الرغم من أن بعض المصادر تشير إلى تلقي أوركويهو التراث الكارلي منذ طفولته المبكرة، تُشير غيرها من المصادر إلى أن أسلافه، وخاصة من ناحية والده، كانوا ضمن الحزب الليبرالي الملكي. في أواخر سنوات حياته، تولى والد خوليو منصبًا أقرب للتيار المحافظ، وانضم شقيقه الأكبر إلى حزب المحافظين، وأنشأ علاقة طيبة مع ألفونسو الثالث عشر ملك إسبانيا. لم يُعرف عن خوليو الشاب ميولًا سياسية حتى منتصف تسعينيات القرن التاسع عشر، عندما انتقل بعد زواجه في العام 1894 إلى سان جان دي لوز. كان يعيش جوار أرض حميه، التي كانت تُعتبر على نطاق واسع مركز التآمر الكارلي في الخارج، وهناك اطّلع على أنشطة الحركة الكارلية وانخرط فيها بنفسه.
وفي العام 1896 أفادت الصحافة أنه من المفترض أن يترشح إلى البرلمان الإسباني عن الكارلية من بلدية تولوسا، وقد ثبت عدم صحة تلك الأخبار. بالرغم من ذلك فقد كان منخرطًا في إنشاء هياكل حزبية محلية في مقاطعة غيبوثكوا، مثل مركز الشباب الكارلي الذي افتُتح في إرون في العام 1902. خلال الحملة الانتخابية للعام 1903، ترشّح بالفعل عن الكارلية في تولوسا وفاز بالمقعد البرلماني. خلال العامين التاليين، في البرلمان الإسباني، دعم خوليو المبادرات القانونية الكارلية التي عادةً ما باءت بالفشل، واستمر في حشد الدعم المحلي خلال حضوره الأعياد المحلية بصفته نائبًا برلمانيًا. خلال حملة 1905 لم ينضم أوركويهو– كما أُشيع في البداية– إلى عصبة فورال المستقلة، إنما أعلن عن عدم موافقته على بيانها؛ بصفته سياسيًا كارليًا، خاض خوليو الانتخابات في تولوسا ضد مرشح فويريستا، لكن دون جدوى. ومع وجوده في تولوسا، قيل في البداية إن أوركويهو يخطط لخوض الانتخابات للعام 1907، لكنه في النهاية انضم إلى الحملة الانتخابية لإستيبان بيلباو إي فيتوريا، واحتُجز لفترة وجيزة بسبب مشاجرته مع زعيم في الحرس المدني المحلي.
خلال أوائل القرن العشرين، شكّل أوركويهو مع إستيبان بيلباو وفيكتور براديرا جماعةً لناشطي الكارلية الشباب، لم يكونوا بالضرورة معادين للجيل الأقدم، إنما بالتأكيد تميّزوا عنهم، كون الجيل الأقدم تشكل خلال الحرب الكارلية الثالثة. عمِد كارلوس السابع دوق مدريد ومندوبه الرئيسي، ماركيز دي سيرالبو، إلى الترويج لمقاتلي الحزب الشباب وجهودهم لبناء هياكل حزبية جديدة ومعاصرة. كما ظل الأمير الكارلي دون خايمي على علاقة ودية مع أوركويهو، الذي كان بمثابة نظيره تقريبًا، إذ رافق أوركويهو خايمي في زياراته السرية إلى إسبانيا. من 1907 إلى 1909، عمل أوركويهو في منصب السكرتير السياسي الأخير لكارلوس السابع، ومن غير الواضح إذا كان أوركويهو قد عاش مع ملكه في البندقية خلال تلك الفترة. في العام 1909، حضر أوركويهو جنازة دون كارلوس وقدّم فروض الاحترام للملك الكارلي الجديد، خايمي الثالث. في أعقاب اضطرابات الأسبوع المأساوي التي عصفت بكاتالونيا في وقت لاحق من ذلك العام، شرع أوركويهو بمساعدة والد زوجته في تهريب الأسلحة، تحضيرًا للتمرد الكارلي المحتمل. عندما أمرت السلطات الفرنسية في العام 1910 تيرسو دي أولاثابال بالانتقال إلى شمال لوار، اضطلع خوليو دي أوركويهو بمسؤولياته لفترة وجيزة، وأشرف على التهريب حتى عادت الأمور إلى ما كانت عليه.